# Howard Bloom

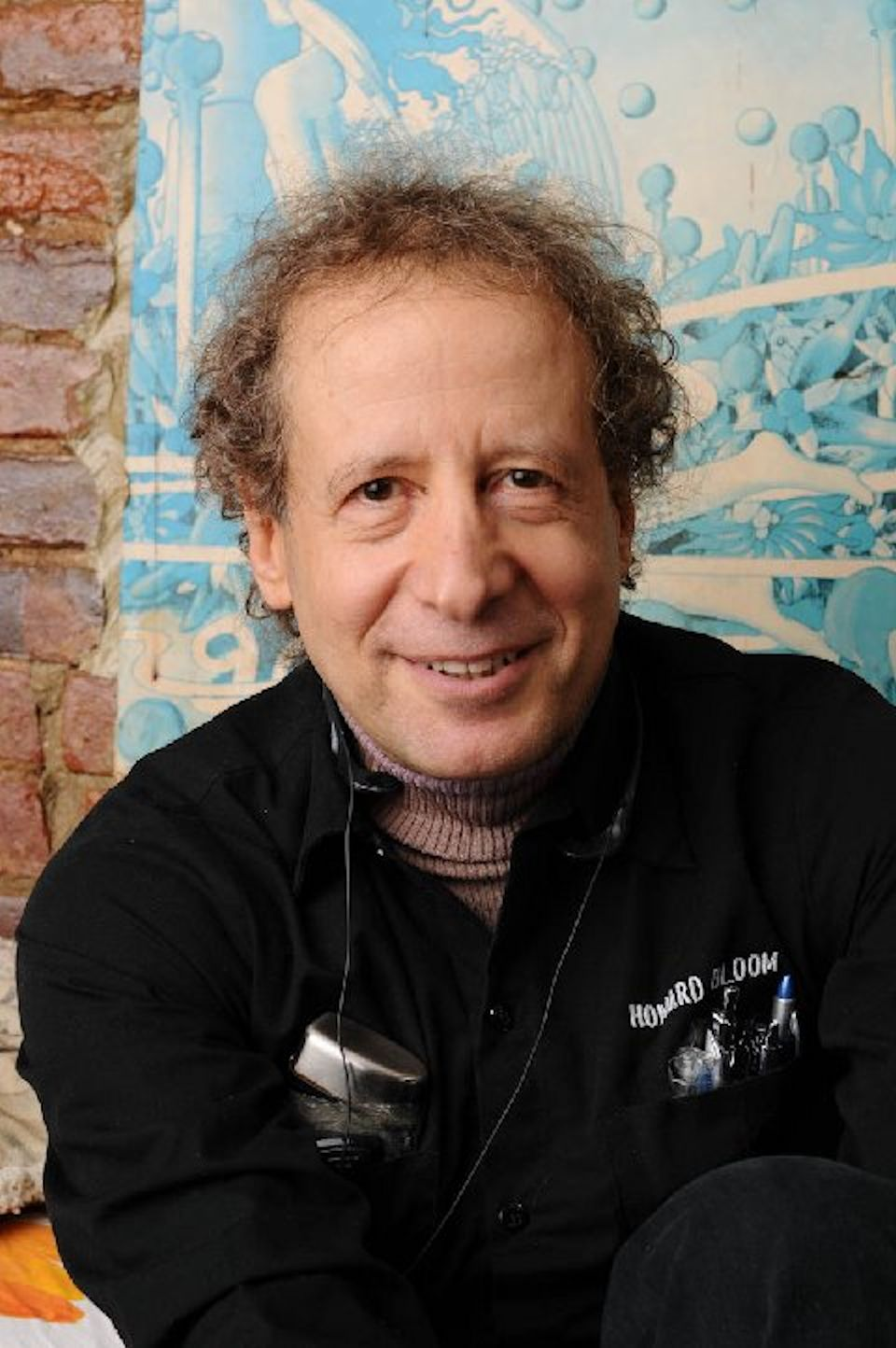
Howard Bloom (2013)

Howard Bloom (* 25. Juni 1943 in Buffalo, New York) ist ein US-amerikanischer Autor. In den 1970er- und 1980er-Jahren war er PR-Agent bekannter Rockstars wie Prince, Billy Joel und Michael Jackson. 1988 erkrankte er am Chronischen Fatigue-Syndrom. Seit Mitte der 1990er-Jahre veröffentlichte er mehrere Bücher zu Themenbereichen wie soziale Intelligenz und Gruppenverhalten.

## Biografie

### Frühe Jahre
Bereits als Kind entwickelte Howard Bloom ein reges Interesse an wissenschaftlichen Themen, insbesondere Kosmologie und Mikrobiologie. Mit 12 Jahren gewann er den Westinghouse Science Award für einen Computer-Entwurf. Mit 16 arbeitete er als Forschungsassistent an einem der weltgrößten Krebsforschungszentren, dem Roswell Park Cancer Institute. Er erwarb einen Abschluss an der New York University („Magna cum laude“), wandte sich jedoch im Alter von 25 Jahren dem Musikgeschäft zu und wurde u. a. Herausgeber eines Rockmagazins.

### Public Relations
1976 gründete Bloom die PR-Agentur Howard Bloom Organization, die etliche bekannte Rockmusiker vertrat, darunter Prince, Billy Joel, die Band Styx, Michael Jackson, Cyndi Lauper, die Talking Heads, Lionel Richie, ZZ Top, Bette Midler, AC/DC, Simon & Garfunkel, John Mellencamp, Earth, Wind & Fire, Kiss und Bob Marley.

### Autor
Infolge seiner Erkrankung am Chronischen Fatigue-Syndrom nahm Blooms Karriere 1988 eine erneute Wendung. Seit Mitte der 1990er-Jahre veröffentlichte er mehrere Bücher, die sich u. a. mit dem Verhalten von Gruppen und sozialer Intelligenz befassen. Sein Interessengebiet bezeichnet Bloom als „Paläopsychologie“, die interdisziplinäre Erforschung der Entstehung sozialer Intelligenz.

## Veröffentlichungen

### Bücher
- Howard Bloom: The God problem: how a godless cosmos creates. Prometheus Books, 2012, ISBN 978-1-61614-551-4.
- Howard Bloom: The Genius of the Beast: A Radical Re-vision of Capitalism. Prometheus Books, 2010, ISBN 978-1-59102-754-6.
- Howard Bloom: The Global Brain: The Evolution of Mass Mind from the Big Bang to the 21st Century. Wiley, 2000, ISBN 978-0-471-29584-6; deutsch: Global brain : die Evolution sozialer Intelligenz / Aus dem Amerikan. und mit einem Nachw. von Florian Rötzer. DVA, 1999, ISBN 978-3-421-05304-6.
- Howard Bloom: The Lucifer Principle: A Scientific Expedition into the Forces of History. Atlantic Monthly Press, 1995, ISBN 978-0-87113-532-2.

### Artikel
- Howard Bloom: DEEP PURPLE + 1 FIRE + 12 MATTRESSES = 'MACHINE HEAD'. Circus Magazine, Juni 1972.
- Howard Bloom: Time to fight back: censorship crusade targets rock. Billboard, 13. September 1996. Archiviert auf Google Books.
- Howard Bloom: Climate Change Is Nature's Way. The Wall Street Journal, 17. Dezember 2009.
- Howard Bloom: Why Societies Develop Like Embryos. PJ Media, 8. August 2012.